# ماري كوندو
ماري كوندو (باليابانية: 近藤 麻理恵) هي كاتبة مقالات ومقدمة دورات تكوينية يابانية، اشتهرت بعد اصدارها كتاب سحر الترتيب سنة 2011 والتي لخصت فيه كل الطرق التي يمكن للمرأة استخدامها لترتيب منزلها.

## حياتها

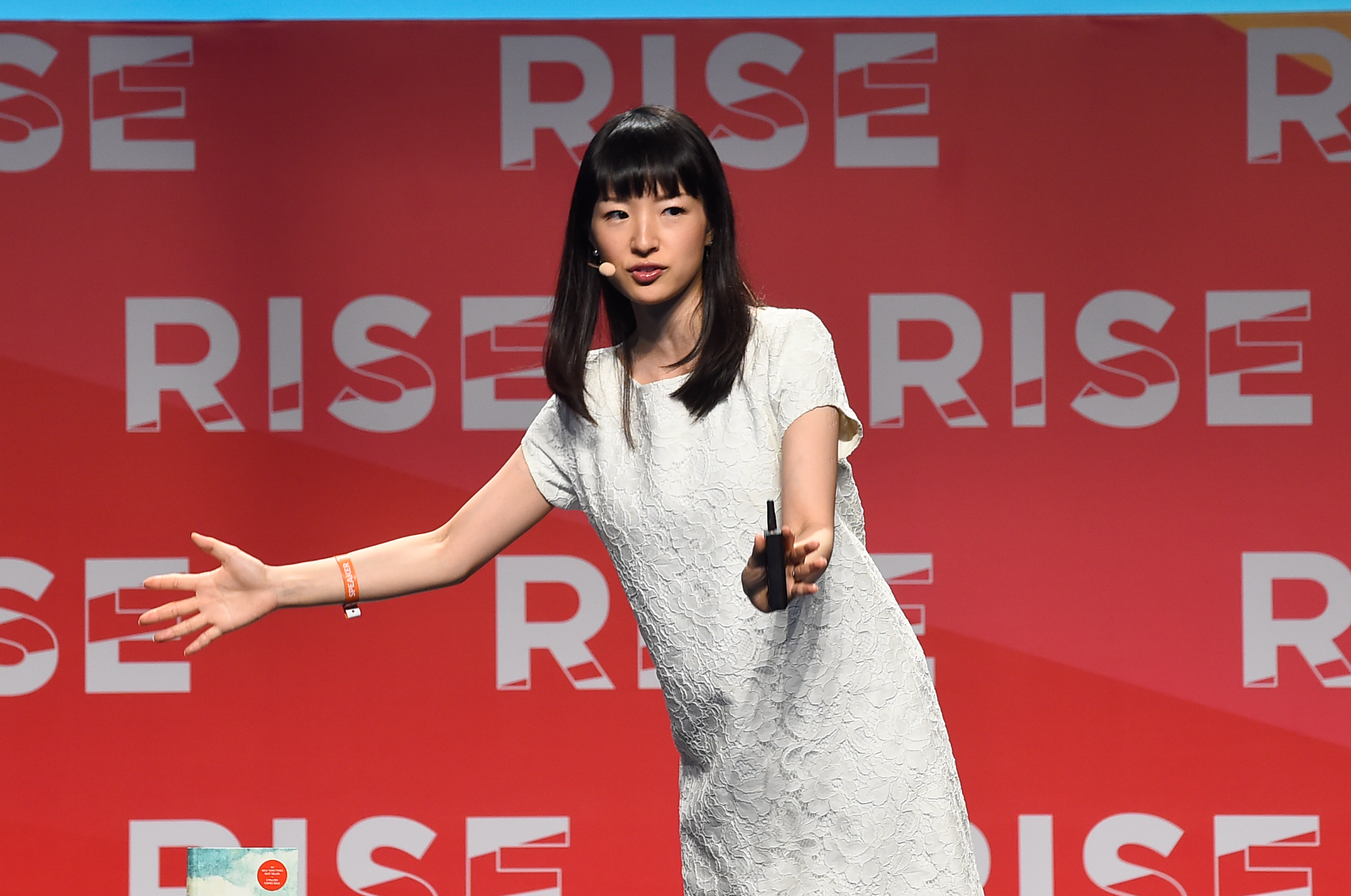
ماري كوندو سنة 2016

كانت كونماري موظفة عادية، ونظراً لشغفها المبكر بترتيب الأشياء ظلت منشغلة بهذا الأمر، تقرأ عنه، وتمارسه في منزلها، منذ أن كانت في الخامسة من عمرها، وبمرور الوقت تحولت هذه المهارة لديها إلى استراتيجية واضحة، ومنهج منظم، قدمته في كتابها سالف الذكر “سحر الترتيب- الفن الياباني في التنظيم وإزالة الفوضى” . وقد حقق هذا الكتاب مبيعات تجاوزت خمسة ملايين نسخة.

## طريقة كونماري في ترتيب الأشياء
اشتهرت كوندو بطريقتها المتعلقة بالترتيب وتتلخص طريقتها في أن الترتيب يجب أن يتم بشكل جذري، بأن يحدث دفعة واحدة، وأن ما يتم ترتيبه دفعة واحدة لا تعود إليه الفوضى مرة أخرى، ويترتب على ذلك حدوث تغير جذري في طريقة تفكيرك، وأسلوب حياتك، وقد حدث هذا التغيير في حياة الكثير من عملائها.

### قواعد لتطبيق طريقة كونماري
وقد وضعت خطة تتضمن خمس قواعد لتطبيق تلك الطريقة وهي:
1. حدد ما يجب أن تحتفظ به
2. قم برمي ما لا تحتاج إليه مهما كنت متعلقاً به.
3. رتب أغراضك في فئات.
4. اجعل كل فئة في مكان واحد.
5. امنح أغراضك الحب والتقدير.
ولكي يمكن تطبيق تلك القواعد وضعت لكل قاعدة منها خطوات واضحة، تساعدك على إنجازها.

## انتقادات
تعرضت كوندو لانتقادات بسبب إطلاقها متجر إلكتروني يبيع علاجات ليس لها أساس علمي، مثل الترويج للخصائص العلاجية للأحجار الكريمة والكريستال. فضلا عن ذلك، عرض المتجر سلعا كمالية، مثل علب لتخزين أكياس الشاي وأخرى لتنظيم أدوات المكتب، بأسعار باهظة الثمن، مما دفع البعض لاتهامها بالترويج للنزعات الاستهلاكية، بعكس ماتدعو إليه من ضرورة التخلص من الكراكيب والأشياء غير الضرورية.

## وصلات خارجية
- ماري كوندو على موقع IMDb (الإنجليزية)
- ماري كوندو على موقع ميوزك برينز (الإنجليزية)
- ماري كوندو على موقع قاعدة بيانات الفيلم (الإنجليزية)

الموقع الرسمي لماري كوندو